# Cissus egestosa
Cissus egestosa là một loài thực vật hai lá mầm trong họ Nho. Loài này được Werderm. miêu tả khoa học đầu tiên năm 1936.